# Millenium Tower
Millenium Tower – 280-metrowy budynek znajdujący się w Dubaju w Zjednoczonych Emiratach Arabskich. Budynek został ukończony w 2006 roku i ma 60 pięter. Na 10., 30. i 50. piętrze znajdują się pomieszczenia serwisowe budynku.